# Kepler-408b
Kepler-408b es un planeta extrasolar que forma parte de un sistema planetario formado por al menos un planeta. Orbita la estrella denominada Kepler-408. Fue descubierto en el año 2013 por la sonda Kepler por medio de tránsito astronómico.